# Grégoire Berg
Grégoire Berg, né le 30 mars 1896 à Rouen, et mort pour la France le 24 août 1944, est un footballeur français des années 1920, évoluant au poste de défenseur. 

## Clubs
- Red Star Strasbourg